# Office for Metropolitan Architecture
L'Office for Metropolitan Architecture, també conegut com a l'OMA, és un despatx internacional que se centra en l'arquitectura, el disseny urbà i l'anàlisi cultural. És gestionat per set associats i té projectes a Europa, Àsia, l'Orient Pròxim, Nord-amèrica i Àfrica. La seu està situada a Rotterdam i hi ha oficines a Nova York, Pequín i Hong Kong. Va ser fundat el 1975 a Londres pels arquitectes Rem Koolhaas i Elia Zenghelis i els artistes visuals Madelon Vriesendorp i Zoe Zenghelis.
Des dels anys 80, l'Office for Metropolitan Architecture està activa en l'àmbit mundial. Uns dels primers projectes van ser el centre comercial i empresarial Euralille a la ciutat francesa de Lilla, la Villa Dall'Ava a París i el complex d'habitatges Nexus a la ciutat japonesa de Fukuoka. Van rebre molt de reconeixement per la Maison à Bordeaux, que va ser construïda per a un client amb discapacitat. Des del 2000, l'Office for Metropolitan Architecture és conegut a través del món per la col·laboració amb Prada, que va desembocar en l'equipament de Prada Epicenters a Nova York, Los Angeles i Xangai, el disseny de moltes desfilades de moda i el Prada Transformer a Seül, un objecte dinàmic que es pot transformar. Altres projectes coneguts són el Campus Center de l'Institut de Tecnologia d'Illinois a Chicago, la nova biblioteca central de Seattle, la sala de concerts Casa da Música a Porto i la nova Ambaixada neerlandesa a Berlín, per la qual fou guardonat amb el Premi d'Arquitectura Contemporània Mies van der Rohe el 2005, i probablement dels seus projectes més costosos i celebrats d'OMA han estat l'enorme edifici central de la China Central Television a Pequín i el nou edifici de la borsa de Shenzhen.